# Porúbka (okres Bardejov)
Porúbka je obec na Slovensku v okrese Bardejov ležící v údolí řeky Topľa. Žije zde 223 obyvatel, první písemná zmínka pochází z roku 1427. Dříve zde stával panský mlýn.
Nachází se zde moderní římskokatolický kostel Božího milosrdenství.